# Монтезе
Монтезе (итал. Montese) —  коммуна в Италии, располагается в регионе Эмилия-Романья, подчиняется административному центру Модена.
Население составляет 3172 человека, плотность населения составляет 40 чел./км². Занимает площадь 80 км². Почтовый индекс — 41055. Телефонный код — 059.
Покровителем коммуны почитается святой Лаврентий, празднование 10 августа.